# Anne Holm
Anne Holm, geborene Else Annelise Jørgensen (* 10. September 1922 in Oksbøl; † 27. Dezember 1998) war eine dänische Journalistin und Jugendbuchautorin. Sie verbrachte einen Teil ihres Lebens in den Vereinigten Staaten und schrieb auch unter dem Pseudonym Adrien de Chandelle. Verheiratet war sie seit 1949 mit J.C. Holm.
Ihre Bücher sind meistens für 8- bis 16-Jährige, manche jedoch auch für Erwachsene. Ihr bekanntestes Buch ist David (1963), welches später auch unter dem Titel Ich bin David in deutscher Sprache erschien und 2004 unter der Regie von Paul Feig verfilmt wurde.
Ihre übrigen Werke wie zum Beispiel The Sky Grew Red oder The Hostage sind bisher nur in Dänisch und Englisch erhältlich.